# Motiejus Valančius

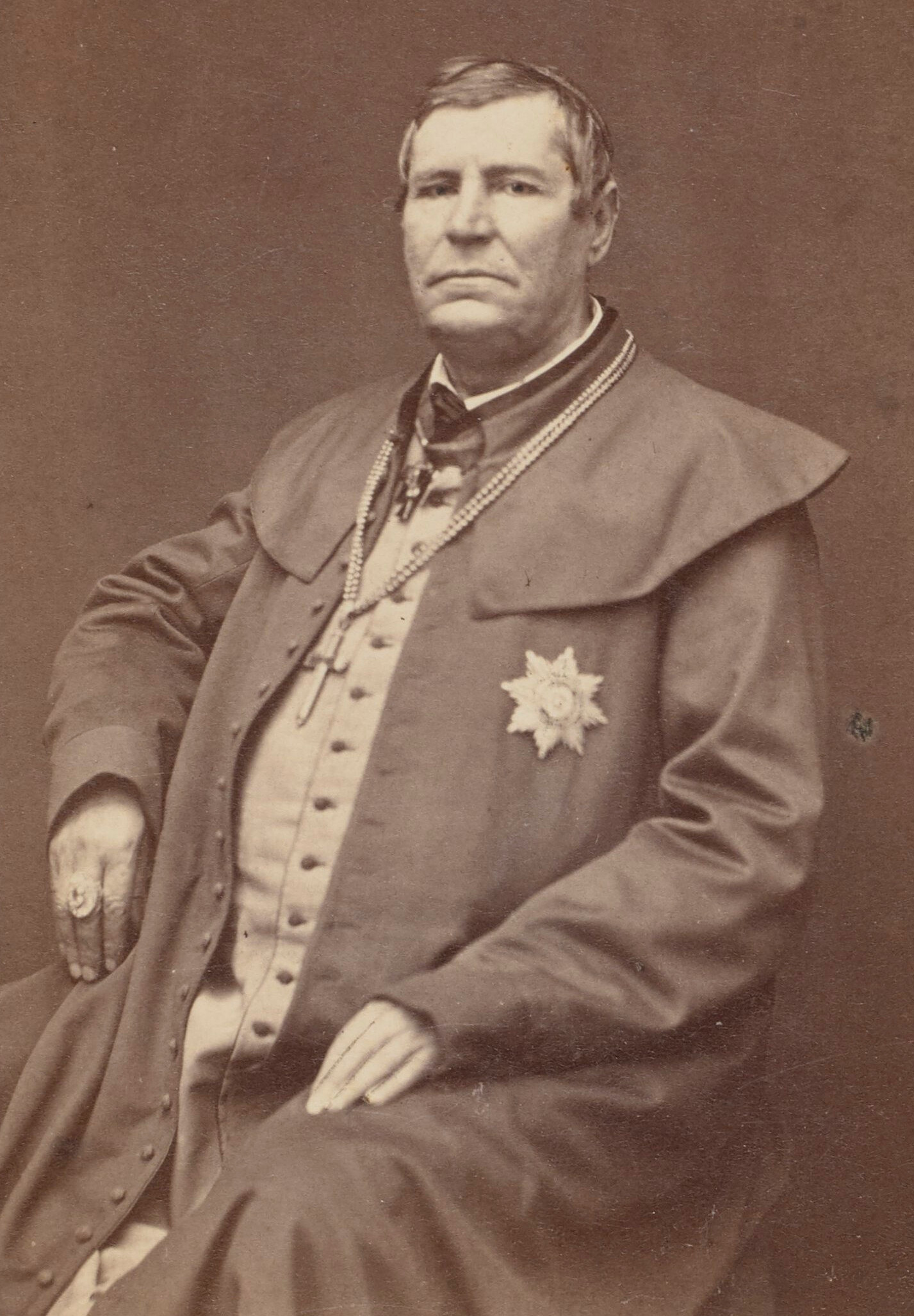
Motiejus Valančius, 1867

Motiejus Kazimieras Valančius (auch: Maciej Wołonczewski; * 16. Februarjul. / 28. Februar 1801greg. in Nasrėnai bei Kretinga, Litauen; † 17. Maijul. / 29. Mai 1875greg. in Kaunas) war römisch-katholischer Bischof von Niederlitauen, Historiker und Schriftsteller, litauischer Begründer der Abstinenzbewegung. 

## Leben
Motiejus Valančius wurde in eine wohlhabende Bauernfamilie im Dorf Nasrėnai bei Kretinga geboren. In früher Jugend ließ man seinen Eintrag im Taufregister ändern. Um adlige Herkunft anzuzeigen, wurde sein Name zu Wołonczewski polonisiert. Dieses Vorgehen war unter wohlhabenden Dorfbewohnern durchaus üblich, machte sie den Bauernkindern doch Bildungsmöglichkeiten zugänglich, die ihnen sonst verwehrt blieben. 1816 trat er in die Schule der Dominikaner in Žemaičių Kalvarija ein und begann sechs Jahre später am theologischen Seminar in Varniai ein Theologiestudium. 1824 wechselte er auf das Oberseminar in Vilnius, das er 1828 abschloss. Am 18. Februar desselben Jahres empfing er die Diakonen- und am 19. Mai des folgenden die Priesterweihe. Die nächsten sechs Jahre verbrachte er als Religionslehrer in Weißrussland. 1834 kehrte er nach Litauen zurück und wurde Lehrer an der Sekundarschule in Kražiai.
Ab 1840 hielt er an der Theologischen Akademie von Vilnius Vorlesungen in Pastoraltheologie und Biblischer Archäologie; 1842 erlangte er den theologischen Doktortitel. Im gleichen Jahr verfügte der Zar den Umzug der Akademie und all ihrer Lehrkräfte und Studenten nach Sankt Petersburg. Valančius kehrte aus gesundheitlichen Gründen 1845 nach Litauen zurück und wurde zum Rektor des Theologischen Seminars in Varniai ernannt. Diese Position behielt er bis 1850. Da er während des Aufstandes von 1830/1831 nicht in Litauen gewesen war, galt er als relativ unpolitisch, weshalb die russische Regierung keine Einwände erhob, als er als Kandidat für den Bischofsstuhl von Niederlitauen vorgeschlagen wurde.

## Bischof

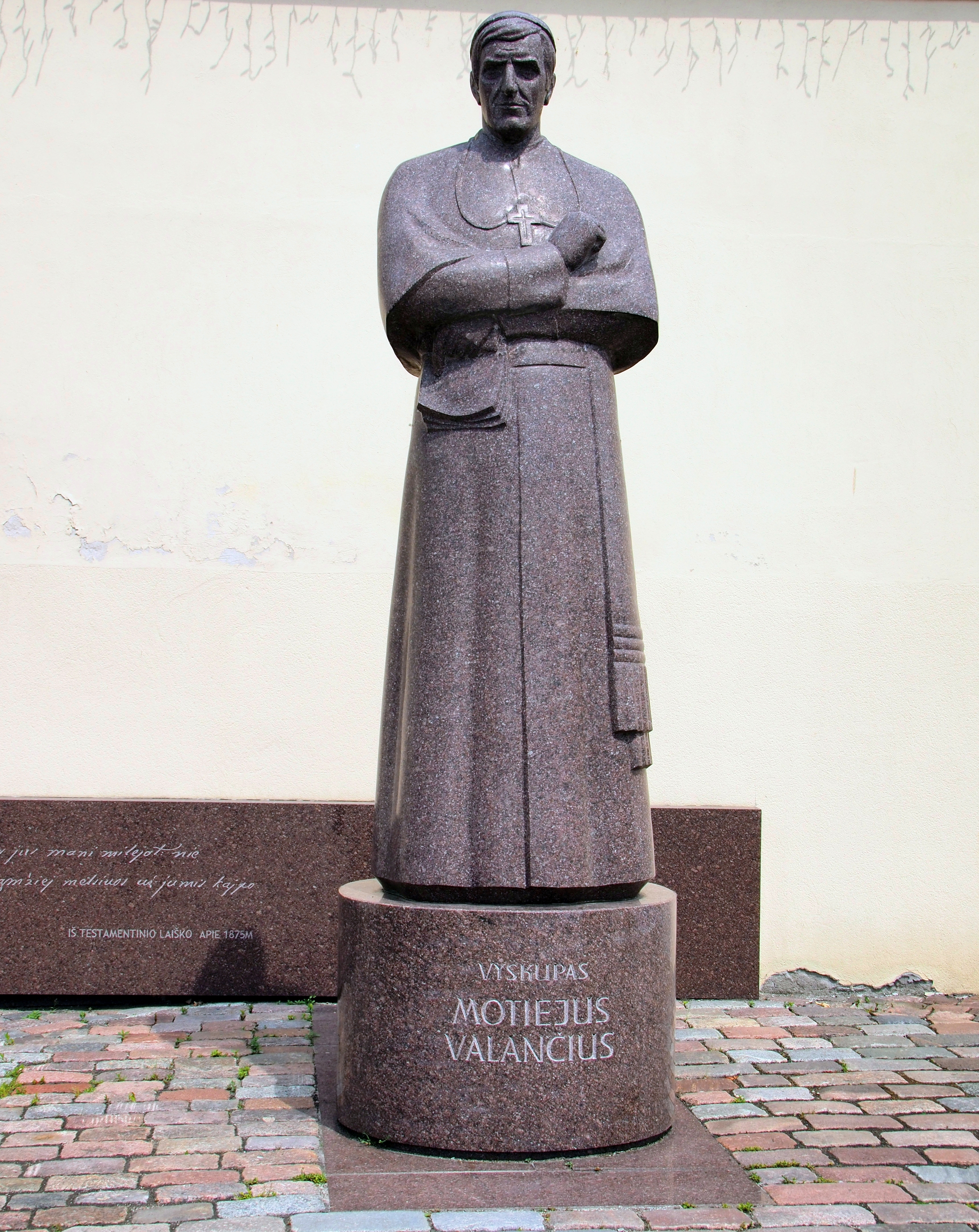
Statue von Motiejus Valančius in Kaunas (Litauen)

Am 28. September 1849 wurde er zum Bischof von Niederlitauen (Samogitien) ernannt. Der Erzbischof von Mahiljou, Kazimierz Dmochowski, spendete ihm am 24. Februar 1850 in der Sankt Petersburger Katharinenkirche die Bischofsweihe. Mitkonsekratoren waren der Bischof von Vilnius, Wacław Żyliński, und der Koadjutorerzbischof von Mahiljou, Ignacy Hołowiński. Er war der erste Bauer, der dieser Diözese vorstand. Er leitete sie während der nächsten fünfundzwanzig Jahre, Jahre die für Litauen große religiöse, politische und gesellschaftliche Veränderungen brachten. Er erweiterte und verbesserte das Netz der schemaitischen Pfarrschulen, schrieb sehr viele religiöse und weltliche Bücher und begründete 1858 eine Temperenzlerbewegung, die auf eine Million Mitglieder, beinahe die Hälfte der Bevölkerung, anwuchs.
Seine seelsorgerische und erzieherische Arbeit wurde durch den Aufstand von 1863–1864 unterbrochen und erschwert, weil die russische Regierung nach dem Zusammenbruch der Revolte die Zügel anzog. Valančius unternahm alles, was in seiner Macht stand, um die verordnete Russifizierung zu untergraben. So organisierte er in Kleinlitauen den Druck litauischer Bücher und deren Schmuggel und Weiterverbreitung. Seine Aktivitäten brachten ihn unvermeidlich in direkten Konflikt mit den Behörden. 1874 erkrankte Valančius schwer und starb am 29. Mai 1875 in Kaunas. Er wurde in der Krypta der St.-Peter-und-Paul-Kathedrale beigesetzt.

## Vermächtnis
Seine Verdienste an der litauischen Sache waren dauerhaft und wichtig. Sein Widerstand gegen die russische Regierung und die Methoden, die er anwandte, ihren Anordnungen zu trotzen, besonders der Bücherschmuggel durch Knygnešiai halfen, die litauische Nationalbewegung in Gang zu setzen. Als Erzieher, als Kirchenverwalter, Historiker, Volkskundler und Schriftsteller war Valančius eine der vielseitigsten und einflussreichsten Personen im Litauen des 19. Jahrhunderts.
Am 3. Juni 2020 wurde ein Asteroid nach ihm benannt: (338274) Valančius.